# Provinciale weg 346
De provinciale weg 346 (N346) is een provinciale weg die, over een lengte van circa 43 kilometer, door de Nederlandse provincies Gelderland en Overijssel loopt. De weg verloopt van Zutphen via Lochem, Goor en Delden naar Hengelo, waar de weg aansluit op de A35. De weg is uitgevoerd als tweestrooks-gebiedsontsluitingsweg, waar een maximumsnelheid van 80 km/h van kracht is.
Enkele dorpen en buurtschappen aan de N346 zijn Warnsveld en Diepenheim. Tussen Zutphen en Lochem heet de weg Lochemseweg en Zutphenseweg, tussen Lochem en Diepenheim Goorseweg en Lochemseweg, tussen Diepenheim en Delden Rondweg en Rijksweg en tussen Delden en Hengelo Deldenerstraat.

## Geschiedenis

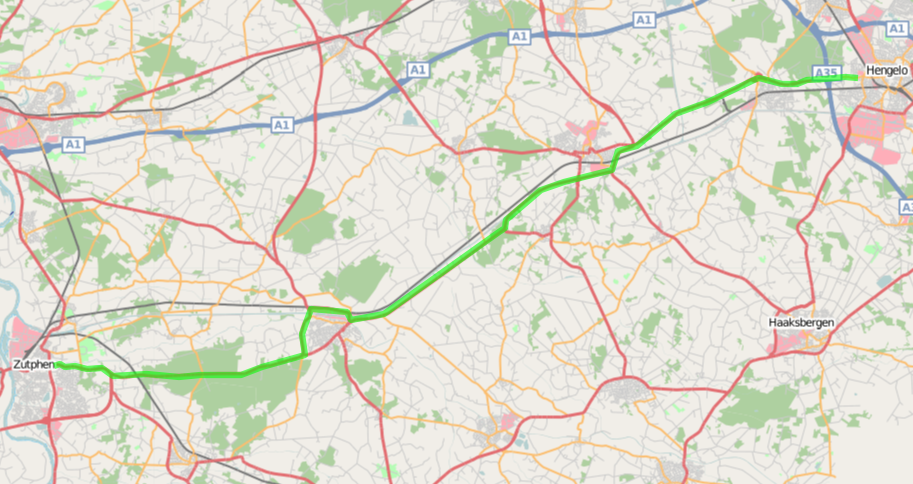
Detailkaart

Oorspronkelijk was de N346 in beheer van Rijkswaterstaat. Het gedeelte tussen Warnsveld en Goor was genummerd als Rijksweg 846, welke in Goor aansloot op Rijksweg 844 die verder werd gevolgd tot Hengelo. Doordat Rijksweg 844 ook grotendeels onderdeel was van de E8 en de A1/E30 nog niet was aangelegd, betekende dit dat de N346 tussen Goor en Hengelo van groot belang was voor het internationale verkeer. Na de voltooiing van de A1 en A35 tussen de aansluiting Markelo (27) en Delden (28) verloor de N346 deze functie. Hierna werd het beheer van de weg in 1993 in het kader van de Wet herverdeling wegenbeheer overgedragen aan de provincies Gelderland en Overijssel.
Door de jaren heen is de route van de N346 lichtelijk aangepast. Eerder liep deze door de stadscentra van Delden en Goor, maar deze route werd in de jaren 70 in beide plaatsen verlegd door de aanleg van een rondweg. Bij Lochem is een bochtige rondweg aan de noordzijde van het Twentekanaal, maar er bestaan plannen om een andere rondweg aan te leggen.

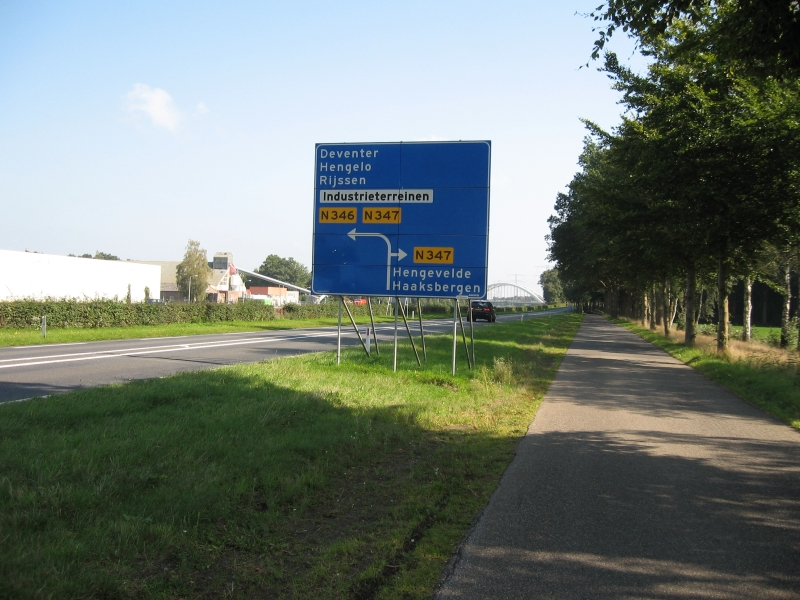
De N346 ter hoogte van Goor

N23 · N34 · N224 · N225 · N229 · N233 · N271 · N301 · N302 · N303 · N304 · N305 · N306 · N307 · N308 · N309 · N310 · N311 · N312 · N313 · N314 · N315 · N316 · N317 · N318 · N319 · N320 · N322 · N323 · N324 · N325/A325 · N326/A326 · N327 · N329 · N330 · N331 · N332 · N333 · N334 · N335 · N336 · N337 · N338 · N339 · N340 · N341 · N342 · N343 · N344 · N345 · N346 · N347 · N348/A348 · N349 · N350 · N351 · N352 · N375 · N377

N418 · N701 · N702 · N703 · N704 · N705 · N706 · N707 · N708 · N709 · N710 · N711 · N712 · N713 · N714 · N715 · N716 · N717 · N718 · N719 · N720 · N727 · N731 · N732 · N733 · N734 · N735 · N736 · N737 · N738 · N739 · N740 · N741 · N742 · N743 · N744 · N745 · N746 · N747 · N748 · N749 · N750 · N751 · N752 · N753 · N754 · N755 · N756 · N757 · N758 · N759 · N760 · N761 · N762 · N763 · N764 · N765 · N766 · N768 · N781 · N782 · N783 · N784 · N785 · N786 · N787 · N788 · N789 · N790 · N791 · N792 · N793 · N794 · N795 · N796 · N797 · N798 · N800 · N801 · N802 · N803 · N804 · N805 · N806 · N810 · N811 · N812 · N813 · N814 · N815 · N816 · N817 · N818 · N819 · N820 · N821 · N822 · N823 · N824 · N825 · N826 · N827 · N830 · N831 · N832 · N833 · N834 · N835 · N836 · N837 · N838 · N839 · N840 · N841 · N842 · N843 · N844 · N845 · N846 · N847 · N848 · N852 · N855

Cursief vermelde wegen zijn voormalige provinciale wegen.